# 周家泉街道
周家泉街道，是中华人民共和国青海省西宁市城东区下辖的一个乡镇级行政单位。

## 行政区划
周家泉街道下辖以下地区：
杨家巷社区、建国路社区、为民巷社区和联合村。